# Château Blauwendael
Le château Blauwendael est un château de la ville de Waesmunster, en province de Flandre-Orientale, en Belgique. Il se trouve au no 21 de la rue Kerkstraat.

## Histoire
Sur un domaine appartenant à la famille De Neve de Roden, Pieter de Neve, stathouder et haut-bailli (stadhouder en hoogbaljuw) du Pays de Waes, fit construire en 1607-1608 un manoir entouré de douves, connu sous le nom de « maison au milieu du village » (« Huys int Midden van't Durp ») et plus tard connu sous le nom de cour de Blauwendael ('t Hof van Blauwendael).
En 1820, sur une conception du baron Henri Philippe de Neve (ou Henri Philips de Neve) (1777 - 1847), sénateur de Termonde, des modifications furent apportées à l'art des jardins du parc environnant, dont la construction d'une orangerie.
De 1889 à 1890, un nouveau château est construit sur une commande d'Émile de Neve de Roden et d'Emma de Bueren, selon un projet de Jozef De Waele (de Gand).
En 1940, le château est vendu à Henri de Lovinfosse, propriétaire des usines Manta de Waesmunster, connues pour les couvertures de laine Sole Mio, et pour le périodique Le Billet de Waasmunster.
En 1980, le château est racheté par la commune qui ouvre le parc au public en 1981. Depuis 1984, le château est utilisé comme salle des mariages, espace d'exposition et club, et logement de concierge. Il abrite aussi le musée d'histoire locale,.

## Château
Il s'agit d'un bâtiment de style néo-Renaissance flamande avec des tourelles ou poivrières, des pignons à gradins, etc. L'intérieur est également conçu dans ce style.

## Domaine
Le parc s'étend sur environ 4,5 hectares. Il a été aménagé vers 1825 dans le style paysager d'un jardin à l'anglaise et comprend plusieurs arbres remarquables, des étangs et des pelouses ornementales. Il y a une orangerie de style néoclassique et une remise à voitures avec des écuries.